# Katy Brand
Pour les articles homonymes, voir Brand.
Katherine Frances Brand (née en 1979), connue sous le nom de Katy Brand, est une actrice, comédienne et écrivaine britannique, connue pour sa série ITV2 Katy Brand's Big Ass Show (en),.

## Biographie
Katy Brand naît en 1979 dans le Buckinghamshire, en Angleterre.
Elle fréquente l'école St Clement Danes à Chorleywood, dans le Hertfordshire. Après des vacances d'été à 13 ans avec des amis chrétiens évangéliques, elle embrasse leur foi et va à l'église cinq fois par semaine.
Motivée à étudier la théologie au Keble College d'Oxford,, elle perd ensuite ses croyances religieuses alors qu'elle est étudiante,. Interviewée pour l'Evening Standard en 2007, elle commente : « Après environ un an, j'ai réalisé que c'était surtout de la foutaise et que les choses ne sont jamais aussi simples qu'elles le paraissent à 13 ans ».
Pendant son séjour à Oxford, elle commence à écrire et à jouer des comédies, des comédies musicales et des pièces de théâtre sérieuses, rejoignant l'Oxford Revue et la société dramatique de l'université.
Après l'obtention de son diplôme, Brand ne travaille pas comme interprète mais obtient un emploi dans la production télévisuelle pendant cinq ans. Ses rencontres sociales avec des universitaires contemporains l'ont finalement convaincue d'essayer de travailler comme comédienne. En 2004, elle écrit un monologue comique, qu'elle joue dans quelques pubs de Londres avant de rejoindre Ealing Live, un live hebdomadaire.
Elle fixe son nom (Katy Brand) avec son stand-up solo au Edinburgh Fringe en 2005.
En 2008, elle collabore avec une de ses amies universitaires, Katherine Parkinson, sur une série de BBC Radio 4 intitulée Mouth Trap.
Brand joue dans le Katy Brand's Big Ass Tour 2010. Elle participe également à Let's Dance for Sport Relief en 2010, dans laquelle elle danse sur Single Ladies (Put a Ring on It) de Beyoncé. Toujours en 2010, elle fait une apparition sur la chanson Stop Giving Me Verses de The Hoosiers, qui était une tentative de battre le record du monde du plus long single jamais sorti. Elle tient également le rôle de Mme Bohu dans le film Nanny McPhee et le Big Bang, en complémentarité de Sinead Matthews, qui incarne quant à elle le personnage de Mme Tohu, toutes deux étant communément appelées les « Tohu Bohu ».
En 2011, Brand participe au projet d'apprentissage de la BBC Off By Heart Shakespeare, où elle joue le rôle de Titania dans Le Songe d'une nuit d'été (A Midsummer Night's Dream) et prononce une représentation du discours Out of this wood don't desire to go.
En 2011, elle est l'hôte d'un épisode spécial de Never Mind the Buzzcocks pour Children in Need et participe à plusieurs autres épisodes de la série,. En décembre 2012, elle participe au spécial Noël 2012 du spectacle de danse Strictly Come Dancing. Son partenaire est Anton du Beke ; ils sont classés avant-derniers.
Brand présente le Penguin Podcast pour Penguin Books jusqu'en février 2021 et qui comprenait des interviews d'auteurs tels que Michael Morpurgo (War Horse), Markus Zusak (The Book Thief) et Gabourey Sidibe.
Elle publie son premier roman, Brenda Monk is Funny (2014), une histoire sur une femme essayant d'établir une carrière de comédienne. Sa première pièce, 3Women, avec Anita Dobson, est montrée aux Trafalgar Studios 2 en mai 2018 et est publiée par Samuel French. Son livre I Carried a Watermelon est publié par HaperCollins Publishers en octobre 2019.
En mars 2020, elle endosse le rôle de Miss Hedge dans la comédie musicale de West End Everybody's Talking About Jamie.
Depuis février 2021, le long métrage comique Mes rendez-vous avec Leo, qu'elle a scénarisé, avec Emma Thompson dans le rôle principal, et réalisé par Sophie Hyde, est en phase de pré-production,,.

## Filmographie partielle

### Actrice

#### Au cinéma
- 2009 : Good Arrows : Big Sheila
- 2010 : Nanny McPhee et le Big Bang (Nanny McPhee and the Big Bang) : Miss Turvey (en français, Madame Bohu)
- 2014 : Je t'aime à l'italienne (Walking on Sunshine)[26] : Lil (Vertigo Films)
- 2020 : Paintball Massacre (en)
- 2021 : Father Christmas Is Back : Reverend Jane

#### À la télévision
- 2006 : Touch Me, I'm Karen Taylor (en) : divers rôles (BBC Three)
- 2006 : Comedy Lab: Slap (Channel 4)
- 2006 : Tittybangbang : divers rôles (BBC Three)
- 2006 : Hyperdrive (en) : Alien 2 (BBC Two)
- 2006 : Casualty : Jill Grainger (BBC One)
- 2006 : Comedy Cuts (en) : divers rôles (ITV2)
- 2006 : Under One Roof : divers rôles (scénariste, aux côtés de James Bachman)
- 2007 : Peep Show : Lucy (Channel 4)
- 2007 : Katy Brand's Big Ass Show (en) : divers rôles (ITV2)
- 2007 : Rob Brydon's Annually Retentive (en) : Debbie (BBC Three)
- 2008 : Headcases (en) : divers rôles (ITV)
- 2008 : Placebo (BBC Three)
- 2010 : Let's Dance for Sport Relief (en) : elle-même (danse sur Single Ladies de Beyoncé)
- 2010 : Argumental (en) : elle-même (Dave)
- 2010 : The Bubble (en) : elle-même (BBC Two)
- 2010 : Mongrels : Kali (BBC Three)
- 2010 : Never Mind the Buzzcocks : elle-même (BBC Two)
- 2010 : Ask Rhod Gilbert (en) : elle-même (BBC One)
- 2010 : Katy Brand vs...[27] : elle-même (ITV2)
- 2011 : Alexander Armstrong's Big Ask (en) : elle-même (Dave)
- 2015 : Mapp and Lucia (en) : Hermione Pillson (BBC One)
- 2016 : Hank Zipzer (en) : Kathleen Murray (CBBC, un épisode : "Zipzers and Aliens")
- 2019 : Inspecteur Barnaby (Midsomer Murders) : Jemima Starling (ITV, un épisode : "The Miniature Murders ")

### Scénariste
- 2025 : The Thursday Murder Club de Chris Columbus

## Récompenses et distinctions
En 2008, Katy Brand remporte le prix du "Meilleur nouveau venu féminin" aux British Comedy Awards et est également nommée pour un Royal Television Society Award la même année.